# Cyonarctos dessei
Cyonarctos dessei és una espècie extinta de mamífer carnívor de la família dels ossos (Ursidae) que visqué a Europa durant l'Oligocè superior, fa 24,5-24,9 milions d'anys. Es tracta de l'única espècie del gènere Cyonarctos. Se n'han trobat restes fòssils a les fosforites del Carcí (França). Era un cefalogalini de mida petita a mitjana, amb la primera dent molar inferior de 14,5-18,2 mm de llargada. Tot i que era un os, hauria ocupat els mateixos nínxols ecològics que avui en dia corresponen a cànids com les guineus, els xacals i els coiots. El nom genèric 'Cyonarctos significa' 'os-gos' en llatí, mentre que el nom específic dessei li fou assignat en honor de l'arqueozoòleg francès Jean Desse.